# Ursula Hanke-Förster
Ursula Hanke-Förster, nascuda Förster (Berlín, 8 d'abril de 1924 - íd., 22 de novembre de 2013) va ser una escultora, artista i dissenyadora gràfica alemanya.

## Vida
Ursula Hanke-Förster es va graduar a l'escola municipal de Berlín el 1940. De 1941 a 1944 va ser aprenenta de la indústria de les arts gràfiques, va obtenir un certificat d'oficial i va assistir a cursos nocturns de dibuix de nus i retrats. De 1945 a 1952, Förster va estudiar a l'Escola d'Arts i Oficis de Berlín i a la Universitat de Belles Arts de Berlín. Va ser alumna de Friedrich Stabenau, Maximilian Debus i Gustav Seitz i estudiant de màster de Renée Sintenis. A partir de 1952, Förster va fer viatges d'estudi a París i Espanya mentre tenia el seu propi estudi a Berlín. El 1954 va rebre el Premi d'Art de Berlín de la ciutat. El 1962 es va casar amb el pintor i artista gràfic Günter Hanke. El 1965, Hilde Weström va construir una casa per a la parella d'artistes a Teltower Damm,139, a Berlín. El 2007, Ursula Hanke-Förster va llegar les seves pintures i escultures a la Universitat de les Arts de Berlín i al seu cercle d'amics i va crear una fundació que dona suport als estudiants d'escultura de la Universitat de les Arts de Berlín des del 2009.
| «                      | En les composicions abstractes busco alhora l'equilibri i la tensió. Vull que l'espectador, en veure aquestes obres, experimenti les superfícies, alçades i profunditats dels diferents materials com la fusta i el metall. | » |
| — Ursula Hanke-Förster | |   |

## Obres (selecció)
Ursula Hanke-Förster va crear moltes obres escultòriques i art arquitectònic, que es troben avui en l'espai públic de les ciutats alemanyes, entre les qualsː
- Gent ballant, fosa d'alumini sobre façana d'alumini al Centre de lleure Vahrenwald a Hannover; Alçada 540 cm, amplada 1050 cm.[2]
- Bust d'Ernst Reuter (1953), bronze, Berlín, Stralsunder Str. 57, Escola Ernst Reuter.[6]
- Relleu mural (1953), pedra artificial, 1,50 m × 1,50 m, Berlín, Stralsunder Str. 57, Escola Ernst Reuter.[6]
- Relleu de façana (1954), Berlín, Ostpreußendamm 39, Escola professional i comercial.[7]
- Dues garses (1957), gres de Magúncia, rampa d'accés al costat sud-est del pont Dischinger, Berlín-Wilhelmstadt; Desmantellat el 1977.
- Noia amb un llibre (1958), Berlín, al vestíbul de la biblioteca de Luisenbad a Berlín-Gesundbrunnen.
- Pescador amb xarxes (1960), a la Falkenseer Platz a Berlín-Spandau.[8]
- Llibres (1960), pedra artificial, Berlín, Falkenseer Chaussee, cantonada Steigerwaldstraße[9]
- Nois amb estels (1961), bronze, Berlín, al Gemeindepark 18–22.[10]
- Pan amb flauta múltiple (1962), bronze, Berlín, Biesestraße 7, Residència de jubilats[11] i Berlín, Stargardtstraße 11–13, Biblioteca municipal.[12]
- Trobades (1963), bronze, Duisburg, A 59, Berliner Brücke (erigit el 1964;[13] desmantellat el juny de 2007;[14] malmès el 2008[15] i reeditat a l'antic emplaçament el setembre de 2015)[16]
- Nois parlant (1963), bronze, Escola Zoppenbrück, Zoppenbrückstraße 45, Mittelmeiderich.
- Mare i fill (1966), bronze, abans davant del Departament de Salut de Lübeck a Schmiedestrasse, que des de llavors ha estat enderrocat.
- L'estrany (1966), bronze, exposat al Museu Tèxtil de Tela i Tecnologia de Neumünster.[17]
- Acte d'equilibri (1967), bronze, Brügmanngarten Travemünde.
- Senyals d'informació i orientació (1967), alumini, Berlín, Falkenseer Chaussee cantonada Steigerwaldstrasse.[18]
- En vol (1968), bronze, Berlín-Tempelhof, John-Locke-Straße 1–17.[19]
- Dona en el mirall (1970), bronze, Escola Dorothea Schlözer, Lübeck.
- Figuració de cap gran (1976) a l'Obstallee a Berlin-Spandau.[20]
- Maternal II (1979), bronze, Berlín, Bienwaldring 31–35.[21]
- Ocells (1982), a la plaça Molière de Berlín-Wittenau (en part destruït per un robatori el 2013).[22][23]
- Tobogan aquàtic Krokodil (1983), Berlín, Munsterdamm, piscina de l'Insulaner.[24]

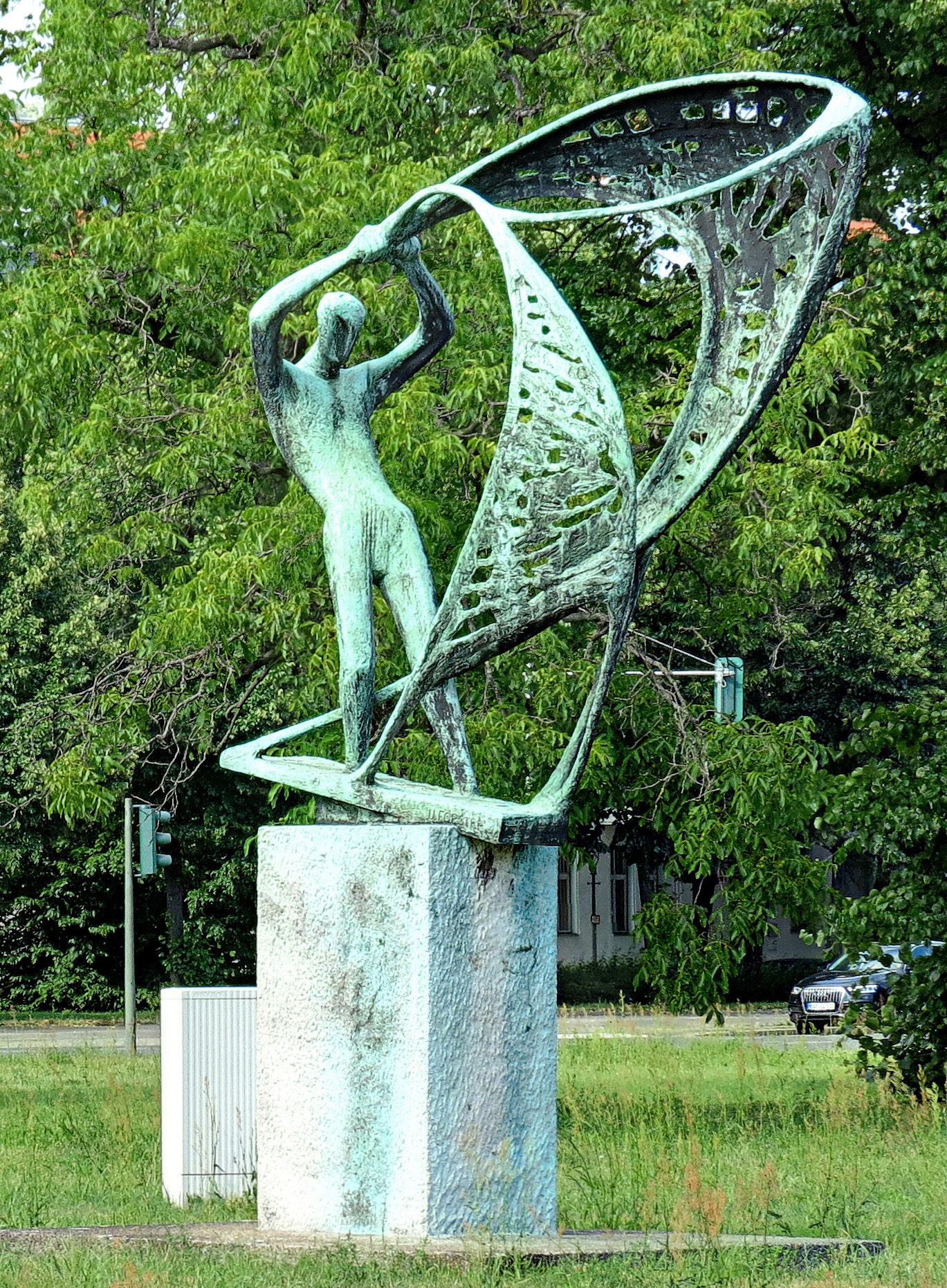
Pescador amb xarxes (1960)
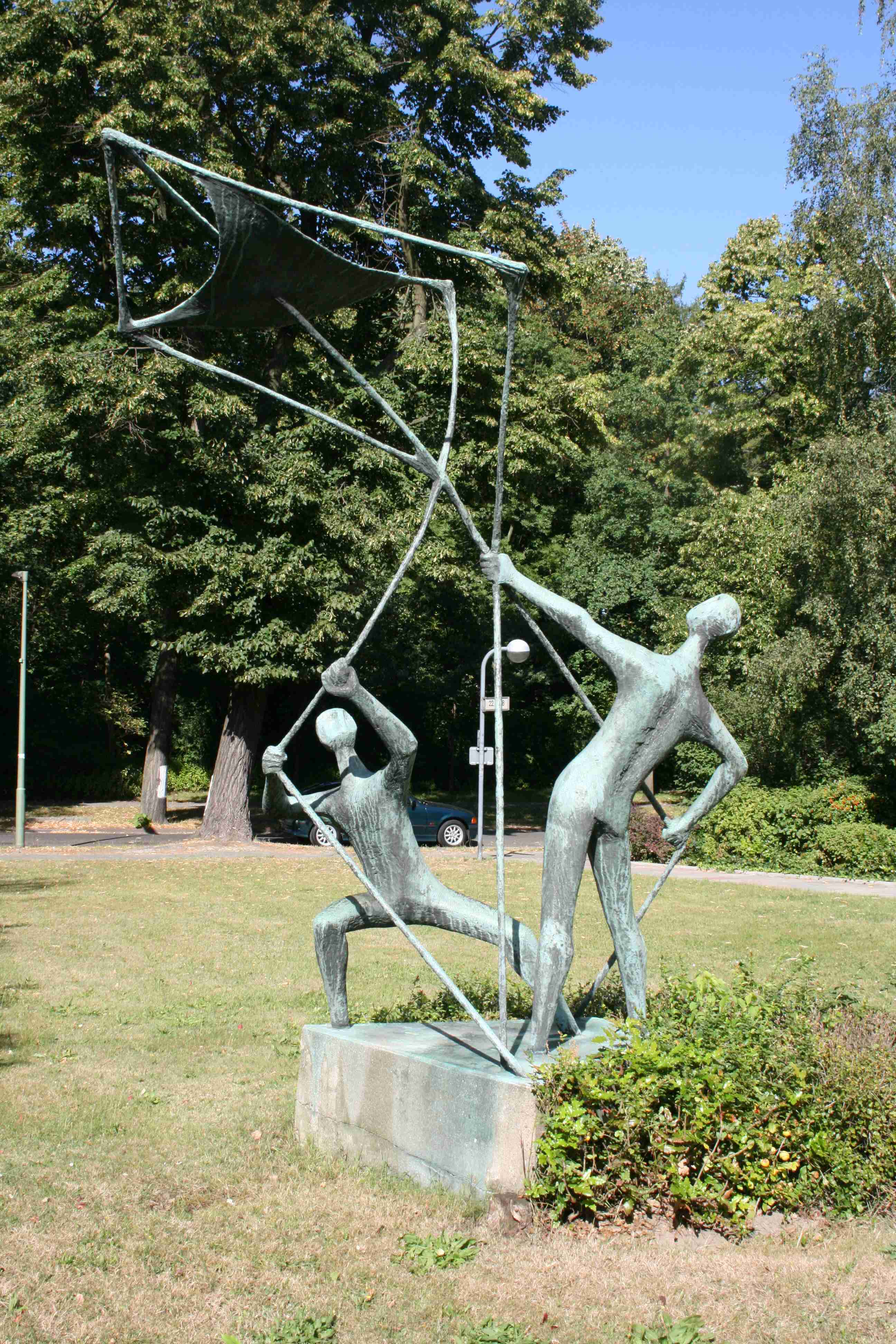
Nois amb estels (1961)
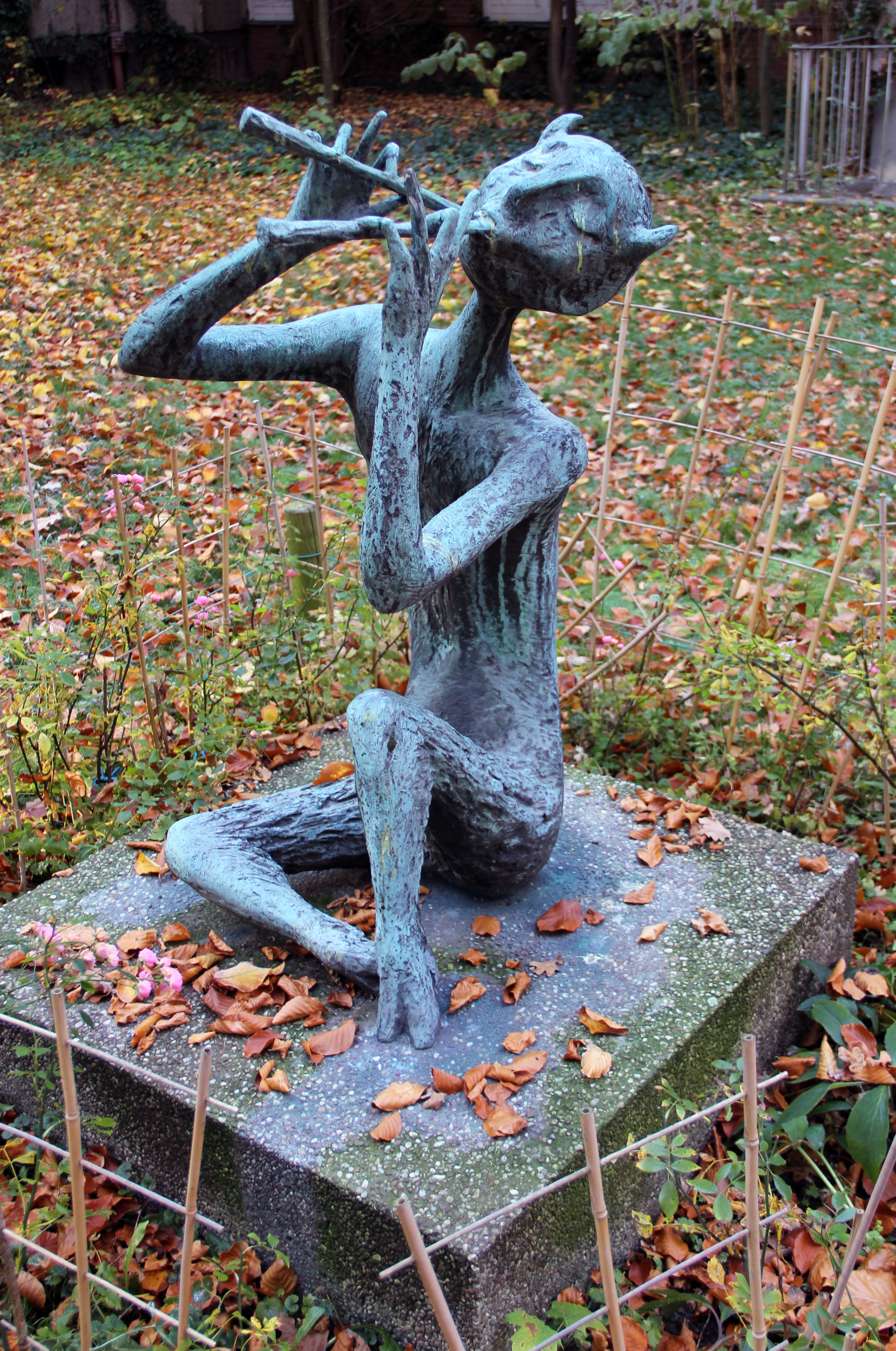
Pan amb flauta doble (1962)
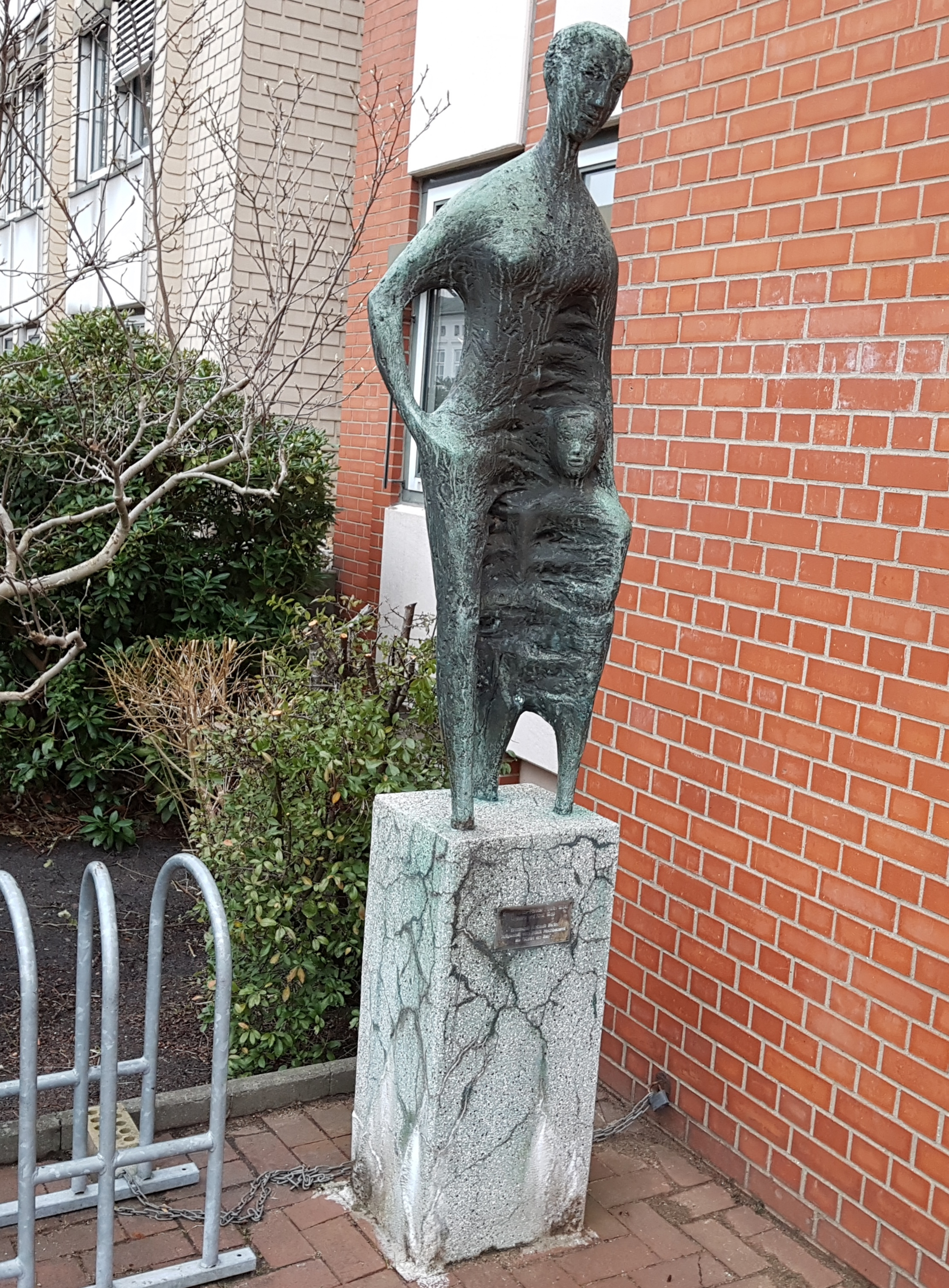
Mare i fill (1966)
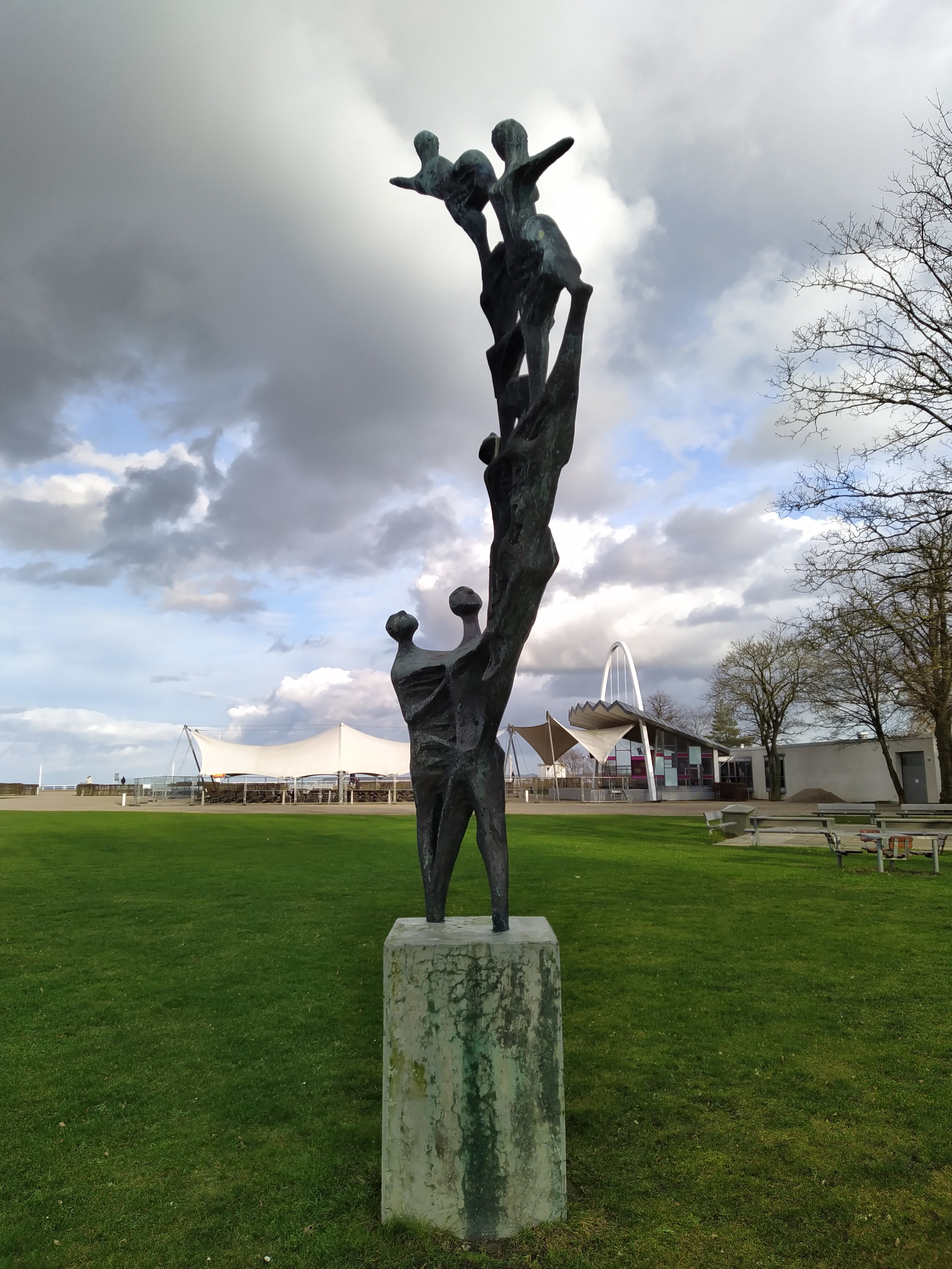
Acte d'equilibri (1967)
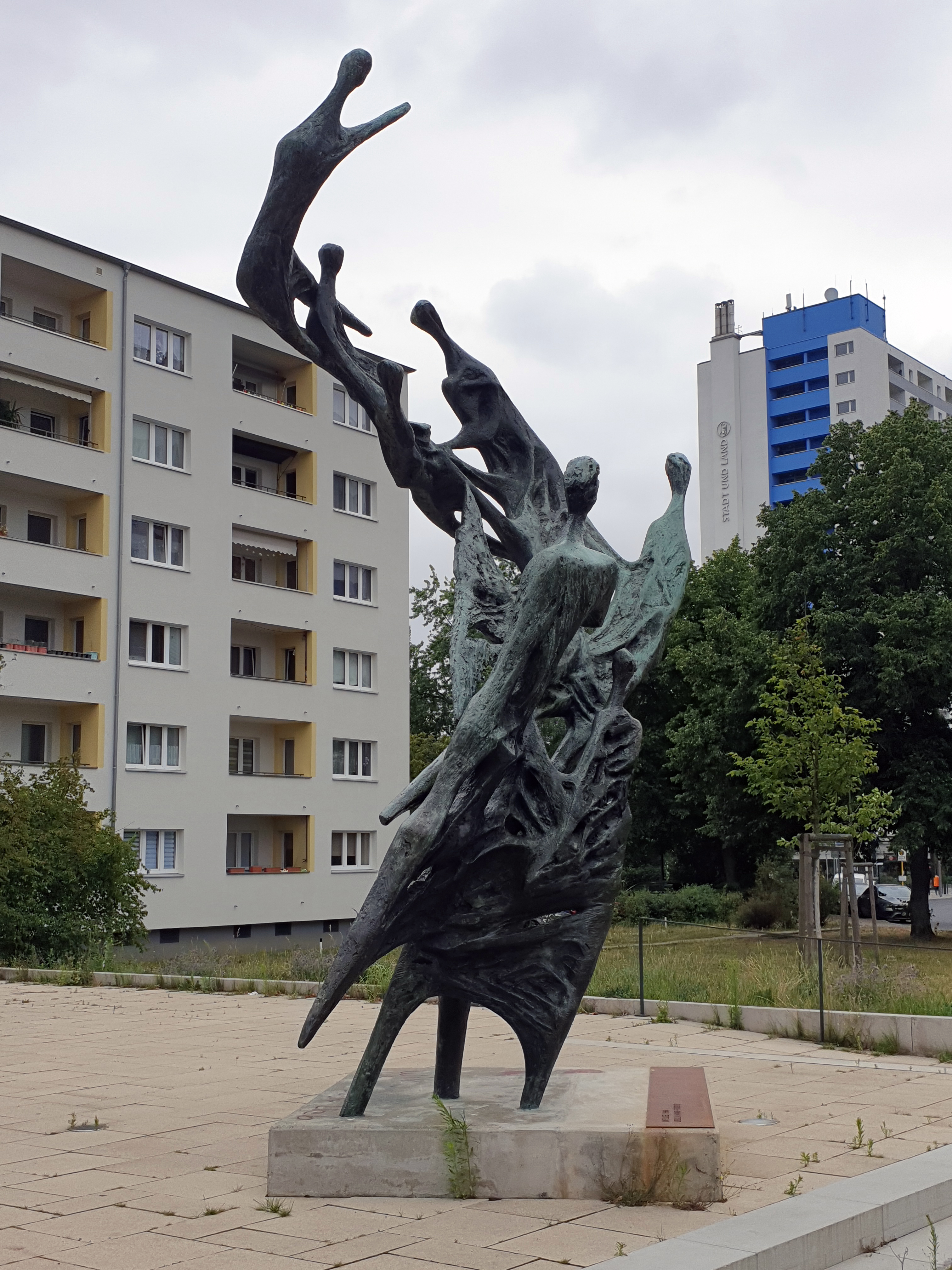
En vol (1968)
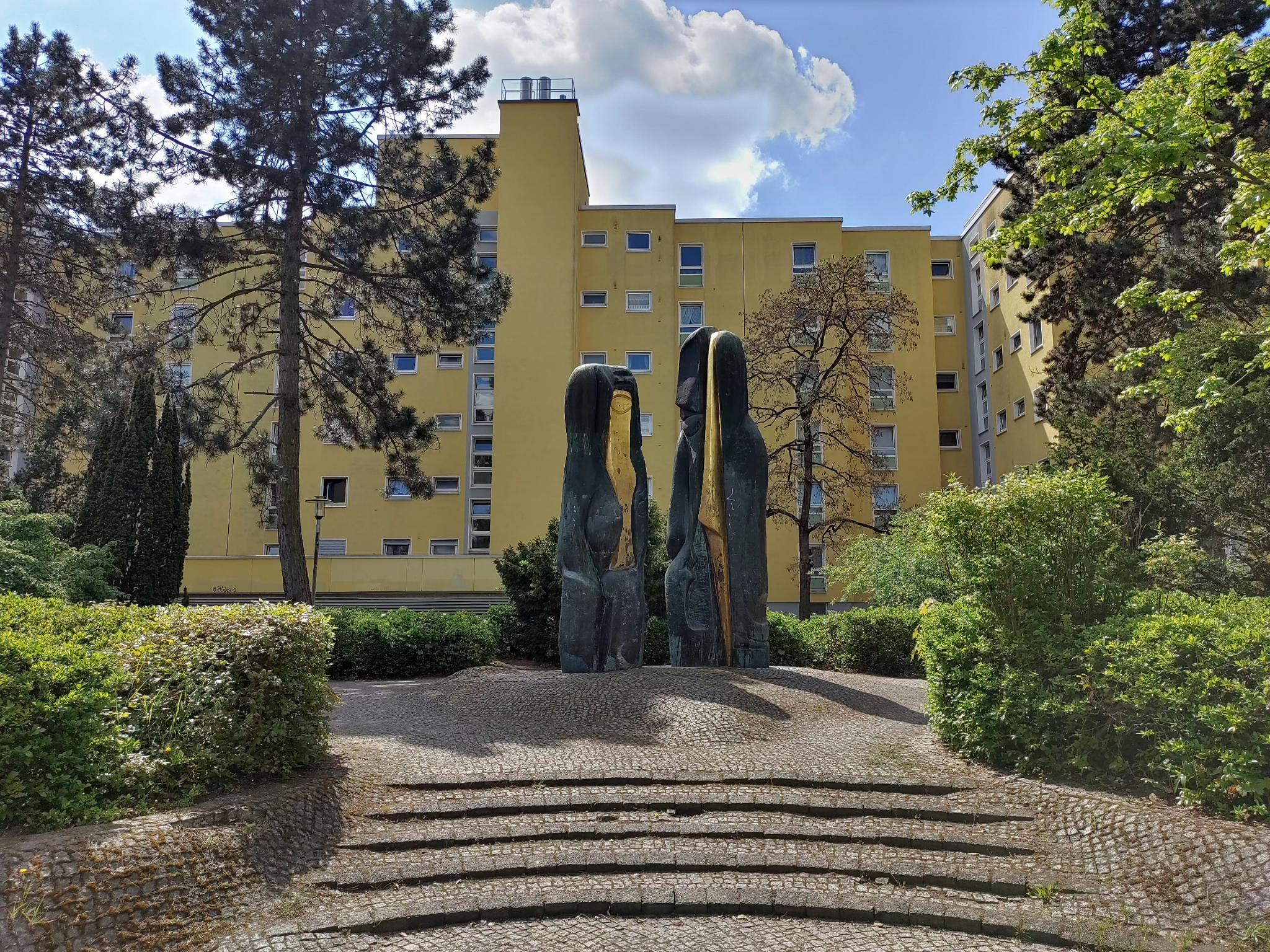
Figuració de cap gran (1976)
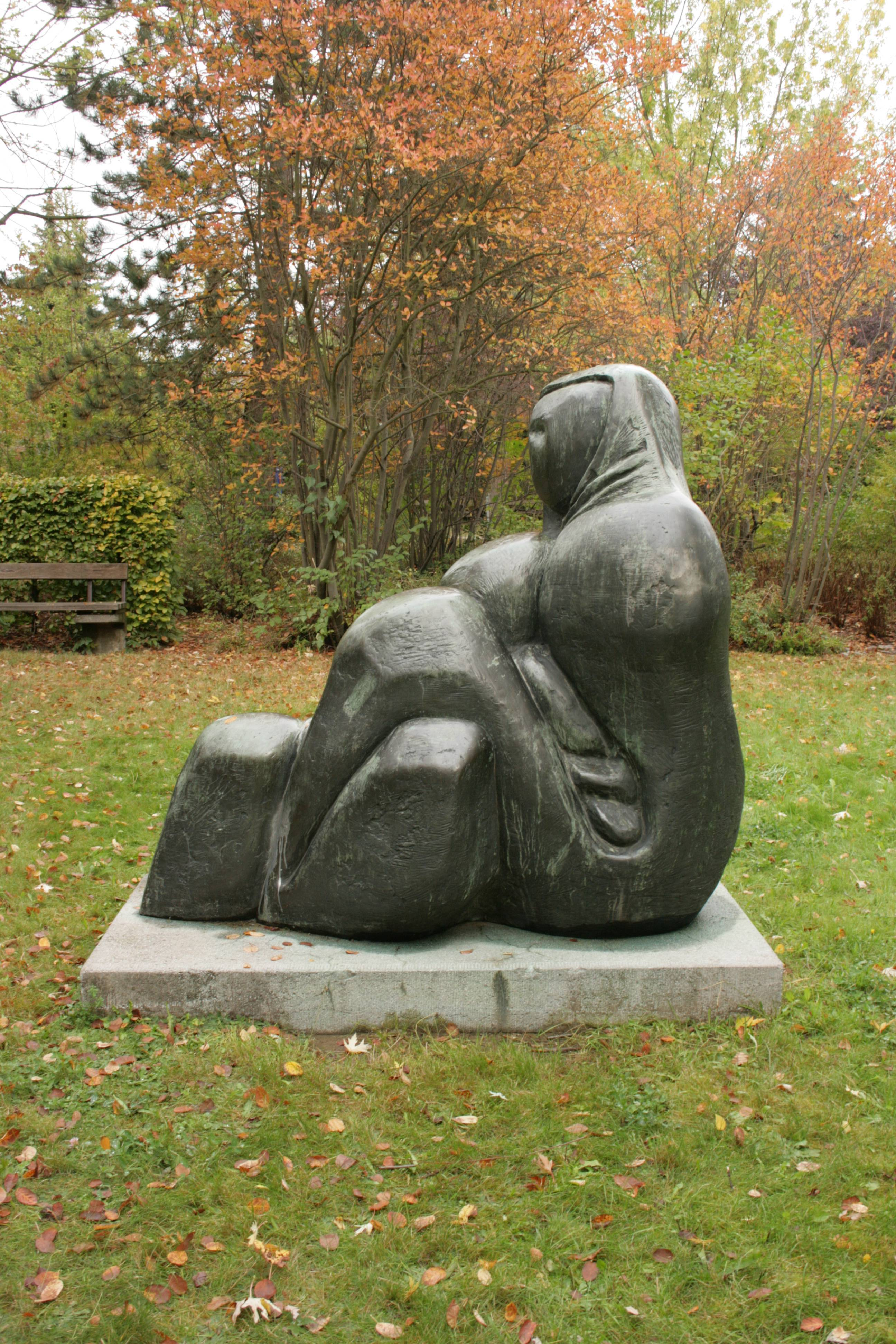
Maternal II (1979)
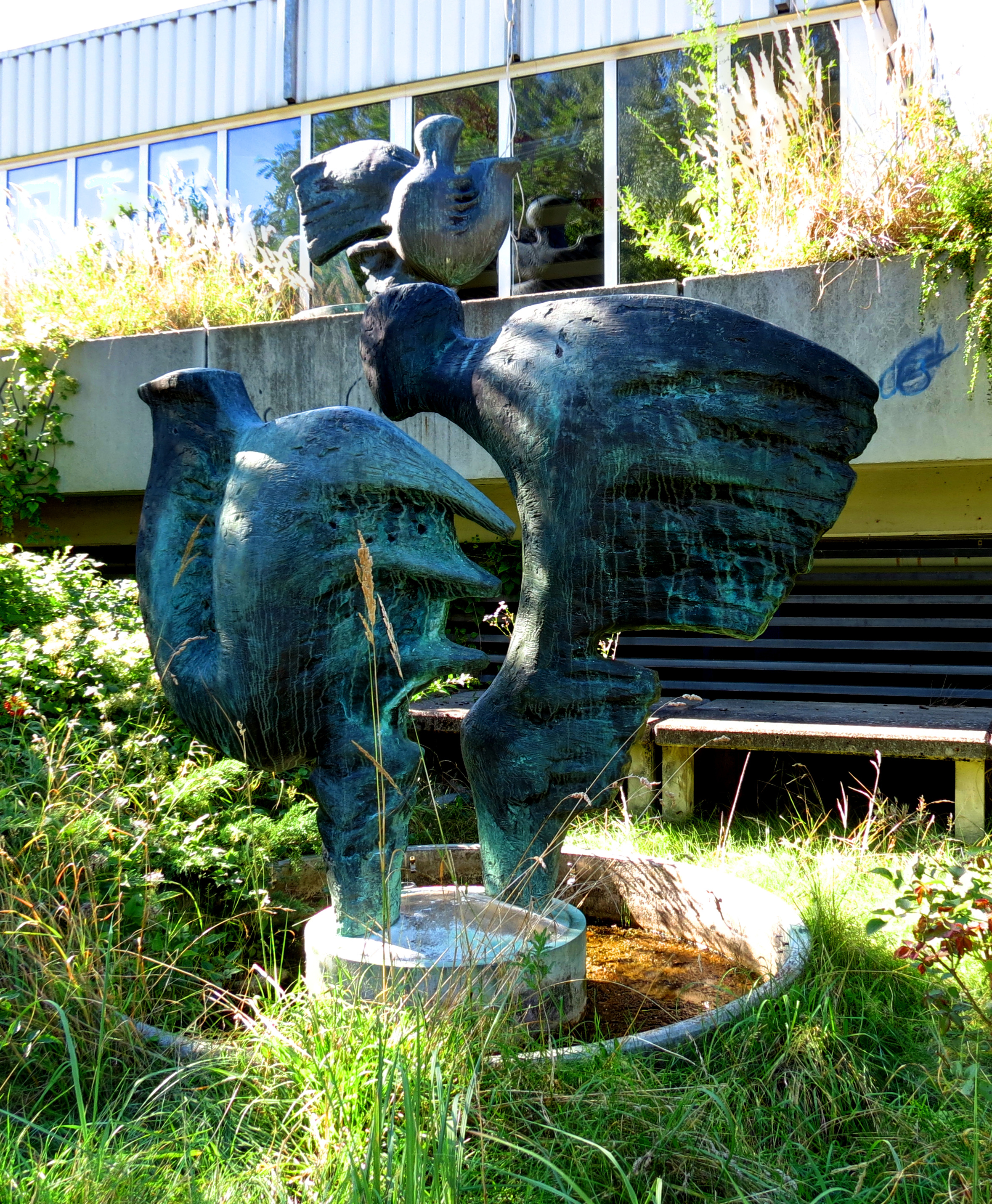
Ocells (1982)